# Сьветлікова-Воля
Сьветлікова-Воля (пол. Świetlikowa Wola) — село в Польщі, у гміні Полічна Зволенського повіту Мазовецького воєводства.
Населення — 204 особи (2011).
У 1975-1998 роках село належало до Радомського воєводства.

## Демографія
Демографічна структура станом на 31 березня 2011 року:
|          | Загалом | Допрацездатний вік | Працездатний вік | Постпрацездатний вік |
| -------- | ------- | ------------------ | ---------------- | -------------------- |
| Чоловіки | 106     | 17                 | 73               | 16                   |
| Жінки    | 98      | 15                 | 55               | 28                   |
| Разом    | 204     | 32                 | 128              | 44                   |